# Joel Edmundson
Joel Edmundson (né le 28 juin 1993 à Brandon dans la province de Manitoba au Canada) est un joueur professionnel canadien de hockey sur glace. Il évolue au poste de défenseur.

## Biographie
Au terme de sa première saison dans la LHOu avec les Warriors de Moose Jaw, il est repêché par les Blues de Saint-Louis au 46e rang, deuxième tour du repêchage d'entrée dans la LNH 2011. Il joue deux autres saisons dans la LHOu et au cours de sa dernière saison junior, il est transféré en cours de saison aux Blazers de Kamloops avec lesquels il termine la saison. Il devient professionnel en 2013-2014 alors qu'il joue pour les Wolves de Chicago, équipe affiliée aux Blues dans la LAH. Il fait ses débuts dans la LNH avec les Blues lors de la saison 2015-2016.
Le 24 septembre 2019, il est échangé aux Hurricanes de la Caroline avec Dominik Bokk et un choix de 7e tour en 2021 en retour de Justin Faulk et d'un choix de 5e tour en 2020. 
Après une seule saison en Caroline et le statut d'agent libre sans compensation, les Hurricanes échangent ses droits de négociation aux Canadiens de Montréal contre un choix de 5e tour en 2020. Le 16 septembre 2020, il signe un contrat d'une durée de 4 ans avec les Canadiens.
Le défenseur de 30 ans est échangé aux Capitals de Washington le 1er juillet 2023. En retour, les Canadiens obtiennent des choix de 3e et 7e tour au repêchage de 2024. Dans cette transaction, les Canadiens retiennent 50% du salaire d'Edmundson.
En arrivant à Washington, il se fracture la main lors du camp d'entraînement. Il subit une intervention chirurgicale pour stabiliser sa main, ce qui le gardera à l'écart du jeu de quatre à six semaines. 
Écoulant la dernière année de son contrat, les Capitals envoient Edmundson à Toronto le 7 mars 2024 et retiennent 50% de son salaire. En retour, les Maple Leafs cèdent un choix de troisième tour en 2024 et un choix de cinquième ronde en 2025.

## Statistiques

### En club
| Saison     | Équipe                    | Ligue      |     | Saison régulière | Saison régulière | Saison régulière | Saison régulière | Saison régulière |   | Séries éliminatoires | Séries éliminatoires | Séries éliminatoires | Séries éliminatoires | Séries éliminatoires |
| Saison     | Équipe                    | Ligue      | PJ  | B                | A                | Pts              | Pun              | PJ               | B | A                    | Pts                  | Pun                  |                      |                      |
| 2009-2010  | Kings de Dauphin          | LHJM       | 1   | 0                | 0                | 0                | 2                | -                | - | -                    | -                    | -                    |                      |                      |
| 2010-2011  | Warriors de Moose Jaw     | LHOu       | 71  | 2                | 18               | 20               | 95               | 6                | 0 | 0                    | 0                    | 2                    |                      |                      |
| 2011-2012  | Warriors de Moose Jaw     | LHOu       | 56  | 4                | 19               | 23               | 91               | 14               | 3 | 2                    | 5                    | 12                   |                      |                      |
| 2012-2013  | Warriors de Moose Jaw     | LHOu       | 29  | 2                | 6                | 8                | 70               | -                | - | -                    | -                    | -                    |                      |                      |
| 2012-2013  | Blazers de Kamloops       | LHOu       | 34  | 7                | 10               | 17               | 71               | -                | - | -                    | -                    | -                    |                      |                      |
| 2013-2014  | Wolves de Chicago         | LAH        | 64  | 4                | 4                | 8                | 108              | 5                | 0 | 0                    | 0                    | 16                   |                      |                      |
| 2014-2015  | Wolves de Chicago         | LAH        | 30  | 4                | 8                | 12               | 49               | 5                | 2 | 0                    | 2                    | 0                    |                      |                      |
| 2015-2016  | Blues de Saint-Louis      | LNH        | 67  | 1                | 8                | 9                | 63               | 16               | 1 | 0                    | 1                    | 8                    |                      |                      |
| 2015-2016  | Wolves de Chicago         | LAH        | 6   | 0                | 0                | 0                | 15               | -                | - | -                    | -                    | -                    |                      |                      |
| 2016-2017  | Blues de Saint-Louis      | LNH        | 69  | 3                | 12               | 15               | 60               | 11               | 3 | 3                    | 6                    | 14                   |                      |                      |
| 2017-2018  | Blues de Saint-Louis      | LNH        | 69  | 7                | 10               | 17               | 57               | -                | - | -                    | -                    | -                    |                      |                      |
| 2018-2019  | Blues de Saint-Louis      | LNH        | 64  | 2                | 9                | 11               | 68               | 22               | 1 | 6                    | 7                    | 10                   |                      |                      |
| 2019-2020  | Hurricanes de la Caroline | LNH        | 68  | 7                | 13               | 20               | 72               | 4                | 1 | 0                    | 1                    | 2                    |                      |                      |
| 2020-2021  | Canadiens de Montréal     | LNH        | 55  | 3                | 10               | 13               | 25               | 22               | 0 | 6                    | 6                    | 10                   |                      |                      |
| 2021-2022  | Canadiens de Montréal     | LNH        | 24  | 3                | 3                | 6                | 35               | -                | - | -                    | -                    | -                    |                      |                      |
| 2022-2023  | Canadiens de Montréal     | LNH        | 61  | 2                | 11               | 13               | 58               | -                | - | -                    | -                    | -                    |                      |                      |
| 2023-2024  | Capitals de Washington    | LNH        | 44  | 1                | 5                | 6                | 19               | -                | - | -                    | -                    | -                    |                      |                      |
| 2023-2024  | Maple Leafs de Toronto    | LNH        | 9   | 0                | 0                | 0                | 4                | 7                | 0 | 1                    | 1                    | 6                    |                      |                      |
| Totaux LNH | Totaux LNH                | Totaux LNH | 530 | 29               | 81               | 110              | 461              | 82               | 6 | 16                   | 22                   | 50                   |                      |                      |

### En équipe nationale
| Année | Équipe | Compétition          |   | PJ | B | A | Pts | Pun      |  | Résultat |
| 2018  | Canada | Championnat du monde | 9 | 1  | 3 | 4 | 12  | 4e place |  |          |

## Trophées et honneurs personnels

### Ligue nationale de hockey
- 2018-2019 : champion de la Coupe Stanley avec les Blues de Saint-Louis